# Maktab al-Khadamāt
Le Maktab al-Khadamāt ou Maktab Khadamāt al-Mujāhidīn al-Arab (arabe : مكتب الخدمات ou مكتب خدمات المجاهدين العرب, Bureau de services, également connu sous le nom de Bureau afghan), a probablement été fondé par le docteur Abdallah Azzam, professeur d’Oussama ben Laden, et membre influent des Frères musulmans. Durant la guerre soviéto-afghane, le MAK a joué un rôle minime, la formation d'un petit groupe de 100 combattants et la collecte d'environ 2 millions de dollars en dons de musulmans obtenus par l'intermédiaire d'un réseau de bureaux internationaux dans les pays arabes et occidentaux.
L'organisation est placée sur la liste officielle des organisations terroristes des États-Unis et sur la liste des organisations et personnes considérées par l'ONU comme proches d'Al-Qaïda ou des talibans.
Le MAK fut lié étroitement au gouvernement pakistanais, particulièrement le service de renseignement pakistanais.